# Furth (powiat Landshut)
Furth – miejscowość i gmina w Niemczech, w kraju związkowym Bawaria, w rejencji Dolna Bawaria, w regionie Landshut, w powiecie Landshut, siedziba wspólnoty administracyjnej Furth. Leży około 12 km na północny zachód od Landshut.

## Współpraca
Miejscowość partnerska:
- Krupski Młyn, Polska